# Новотайняшево
Новотайня́шево (рос. Новотайняшево, башк. Яңы Тайнаш) — присілок у складі Чекмагушівського району Башкортостану, Росія. Входить до складу Резяповської сільської ради.
Населення — 19 осіб (2010; 26 у 2002).
Національний склад:
- башкири — 54 %
- татари — 38 %